# Prelom kosti
Prelom ili fraktura kosti (lat. fractura) je udružena mehanička povreda koja se karakteriše oštećenjem mekih tkiva, prekidom kontinuiteta kosti (lat. fractura osseum) ili hrskavice (lat. fractura cartilaginis) koji nastaje delovanjem spoljašnje sile, dovoljno jaka da nadjača nivo fiziološke elastičnosti kosti ili hrskavice. Prelomi mogu nastati kao posledica povrede ili kao posledica raznih oboljenja povezanih sa promenama u strukturi i karakteristikama koštanog tkiva. Težina preloma zavisi od obima oštećene kosti i njihovog broja. Višestruki prelomi velikih kostiju mogu dovesti do oštećenja krvnih sudova sa masovnim gubitkom krvi i traumatskim šokom. Takođe, posle preloma povređeni se dugo oporavljaju. Oporavak može da potraje i više meseci, i prati ga značajno umanjenje životnih i radnih sposobnosti povređene osobe.

## Epidemiologija
Progresivno uvećavanje traumatizma poslednjih 50 godina dovodi do pojave savremene epidemije preloma. Saobraćajni traumatizam zauzima prvo mesto ali su u stalnom porastu i povrede na radu, u sportu i rekreaciji, a u velikom porastu su i ratne povrede sa složenim ustrelnim u prostrelnim prelomima. Prelomi su sve teži a njihovo lečenje sve komplikovanije, skuplje i dugotrajnije, jer sve veći broj preloma ne napreduje ka normalnom zarastanju (izlečenju). I dalje je nepoznata sveukupna incidenca komplikovanih preloma sa poremećajima zarastanja. Prema raspoloživim podacima u 5 do 10% slučajeva javlja se nezarastanje preloma. Kod otvorenih preloma potkolenice taj procenat je veći i iznosi 60%, a u ratnoj hirurgiji i do 67%.
Povređeni najčešće pripadaju grupaciji mladih radno najsposobnijih ljudi, koji ako postanu invalidi suočavaju sebe i društvo sa velikim materijalnim izdacima a socijalni status njihovih porodica postaje sve teži.
Sa druge strane prelomi kod starijih ljudi, stalnim produženjem čovekovog životnog veka, postaju sve češći zbog patoloških preloma izazvanih osteoporozom. Jedan od najznačajnijih uzroka morbiditeta i mortaliteta kod starije populacije je prelom kuka. Na primer prosečna starost stanovnika Srbije iznosi oko 42. godine i sa 17,30 posto stanovnika koji imaju više od 65.godina, ona spada u red izuzetno starih nacija. Samo na klinici za ortopediju i traumatologiju Kliničkog centra u Nišu, pacijenti sa prelomima kuka zauzimaju oko 20% bolničkog kapaciteta, a broj pacijenata sa prelomima raste iz godine u godinu.
Skoro u svim slučajevima prelomi iniciraju pogoršanje postojećih hroničnih bolesti koja prate stariju životnu dob i zato kod starijih osoba oni zahtevaju urgentno hirurško lečenje, jer ukoliko se ono ne primeni, u roku od 6 meseci umire i do 40% povređenih sa prelomom kuka.
Primena „starijih“ metoda lečenja preloma sve više je neprihvatljiva zbog velikog broja komplikacija i gubitka mnogih života, naročito kod politraumatizovanih pacijenata i kod pacijenata sa prelomom karlice i kuka. Jedna od najtežih komplikacija lošeg lečenja preloma je hronična infekcija kosti (osteomijelitis) koja se sreće u 40% komplikovanih preloma. Prisustvo hronične infekcije za bolesnika izgleda dramatično. On se previja više puta nedeljno, međutim višegodišnja infekcija ostavlja teške "deformitete" i na vitalnim organima dovodeći do smrtnog ishoda ukoliko se ne izvrši amputacija uda. Danas lečenje samo jedne hronične infekcije košta više nego lečenje 100 svežih teških preloma. I dok su uzroci ili predisponirajući činioci nastanka preloma uglavnom, poznati, metode i postupci za rešavanje (lečenje) ovog velikog i još uvek aktuelnog problema u ortopediji, su i dalje daleko od adekvatnog rešenja.
Zato savremena medicina (ortopedija) stalno radi na iznalaženju novih rešenja pokušavajući da svako od njih ima prvenstveno preventivnu ulogu u nastajanju komplikacija, a pre svega infekcije. Nastoji se da svaka nova metoda bude što više biološka i pri tome što jednostavnija i jevtinija kako bi se mogla primenjivati i u najsiromašnijim bolnicama sveta.

## Podela
Prema uzroku
Prema uzroku koji je izazvao prelom kosti ili hrskavice razlikujemo;
- Traumatski prelom zdravih kosti ili hrskavice (lat. fractura traumatica) je prekid kontinuiteta kosti ili hrskavice izazvan delovanjem mehaničke sile
- Spontani ili patološki prelom kosti ili hrskavice  je prekid kontinuiteta kosti ili hrskavice nastao kao posledica bolesti. Ova vrsta preloma može nastati i nakon neznatne povrede zbog promene kostne strukture koja je uslovljena patološkim procesom u koštanom tkivu (npr: osteomijelitis, primarni malignom kosti, koštane metastaze malignih tumora, mladalačke koštane ciste, osteogenezis imperfekta itd). U spontane prelome spadaju i prelomi u starosti zbog osteoporoze[8].

Prema stanju kontinuiteta kože nakon preloma
Na osnovu toga da li je u toku preloma došlo do oštećenja kontinuiteta kože i potkožnog tkiva, i da li postoji ili ne postoji komunikacija mesta preloma sa spoljnom sredinom razlikujemo;
- Otvoreni prelom, (lat. fractura aperta complicata) kod koga se iznad patrljaka kosti ili u njegovom neposrednom okruženju oštećena koža. Prelomljene kosti su u direktnom kontaktu sa spoljašnjom sredinom, izložene mogućoj infekciji, i u praksi su teži za lečenje i oporavak. Projektil kod ustrelina, ili primarni i sekundarni projektili kod eksplozije mogu prouzrokovati otvorene (komunitivne) prelome.
- Zatvoreni prelom, karakteriše se po tome što je iznad preloma koža intaktna (očuvana). Prelomljene kosti nisu u kontaktu sa spoljašnom sredinom. Javljaju se uglavnom na ekstremitetima, i lakši su za lečenje. Kod starijih osoba, od sedme dekade nadalje, često usled pada zbog posrtanja nastaju tipični zatvoreni prelomi hirurškog vrata butnjače, koji su tesno povezani sa osteoporozom[10][11].

Prema težini
Prema težini prelomi mogu biti: 
- Složeni ili segmentarni prelomi karakterišu se oštećenjem kosti na dva ili više mesta. Takvi prelom su dvostruku ili višestruki (lat. fractura duplex, fractura multiplex seu comminutiva). Najčešće se javljaju na dugim kostima udova. Kod pada sa visine na ekstremitete mogu nastati složeni prelomi na na raznim nivoima. Pri tome usled prodiranja oštrih krajeva višestruko polomljenih kostiju kroz meka tkiva i kožu ovi prelomi mogu biti i otvoreni. Ovi prelomi su karakteristični po lokalizaciji lezija, i otežanoj repoziciji i lečenju.
- Prosti prelomi ili naprsnuća (fisure), bez odvajanja prelomljenih segmenata kostiju. U ovu grupu spadaju i prelomi kod kojih postoji odvajanje i dva fragmenta kosti, ali u osnovi su one u kontaktu sa bazom sa mogućnošću manje dislokacije ili često bez nje.

Prema dejstvu mehaničke sile
Prema dejstvu mehaničke slile prelomi mogu da budu:
- Neposredni ili direktni, prelomi su oni koji nastaju na mestu delovanja mehaničke sile. To se događa ako je energija udarca dovoljno velika da nadmaši otpornost koštanog tkiva, a samo sedište se usled inercije tela ne pomera podjednako s ostalom masom. Kod ovakvih preloma ako je izazvan mehaničkim oruđem na mestu preloma javlja se i oštećenje mekih tkiva.
- Indirektni ili posredni prelom je češći oblik preloma koji je nastaje kada sila deluje na udaljenom mestu od dejstva mehaničke sile, ili na distalnim krajevima udova, i izaziva savijanje ili uvrtanje kosti. Ova vrsta preloma najčešće se viđa kod pada sa visine i u saobraćajnim nesrećama kada obično nastaje prelom butnjače, nadlaktice, golenjače, žbice, radijusa, preloma rebara, lobanjskih kostiju i kičmenog stuba. Osim toga i sama akcija mišića može polomiti kost (unutrašnja trauma). Posredni prelomi se mogu nadovezati na neposredne ili mogu nastati samostalno.

Prema stanju kontinuiteta kosti
Prema stawu kontinuiteta kosti prelomi se dele na: 
- Potpuni prelom je onaj koji se karakteriše potpunim prekidom kontinuiteta kosti u celoj njenoj debljini ili celoj njenoj dužini.
- Nepotpuni ili inkompletni prelom je onaj kod koga kost ili hrskavica nije potpuno prekinuta. On se može manifestovati u tri osnovna oblika[12]:

1. napuknuće, zalom (lat. infractio) (delimični prekid kontinuiteta kosti u njegovoj debljini)
2. odlom (lat. fragmentum, abris fractura) (otkinuće dela kosti, najčešće neke kvrge)
3. pukotina (lat. fissura) (prekid kontinuiteta kosti u kome je kost delomično prelomljena u njenoj dužini, pri čemu je prvobitni oblik kosti očuvan).
Prema mehanizmu nastajanja
Prema mehanizmu nastajanja prelomi mogu biti posledica pada, ili posledica direktnog udara, i javljaju se u sledećim oblicima;
- Poprečni (fleksioni) prelom, koji je posledica direktnog udara tupine zamahnutog mehaničkog oruđa – najčešće lopatice i nadlaktice.
- Spiralni prelom je tipičan za pad. Najčešći su: prelomi ključnjače, nadlaktice, interkondilarni prelomi nadlaktice, kao i tipični prelom radijalne kosti, prelom vrata butnjače, prelom karlice, kompresivni prelomi kičmenih pršljenova itd.
- Avulzijski prelom – najčešće nastaje na pripojima mišića gde usled dejstva sile dolazi do otrgnuća kosti ili hrskavice, zbog snažne kontrakcije muskulature koja prelazi fiziološke granice tela. Najviše ga srećemo u praksi kod sportista.

Prema međusobnom položaju fragmenata polomljene kosti
Prema položaju frakmenata razlikujemo: 
- Impaktirane prelome, gde su fragmenti prelomljene kosti utisnuti jedan u drugi.
- Prelome sa dislokacijom, gde postoji pomak između fragmenata polomljene kosti.
  - Prelom sa dislokacijom u širinu ili stranu (lat. ad latus), kod kojih nema promene u dužini kosti, već postoji pomak u stranu koštanih fragmenata.
  - Prelom sa dislokacijom u dužinu (lat. ad longitudineum), gde postoji promena u dužini kosti, odnosno pomak u dužini kosti.
  - Prelom po osovini (lat. ad axim), gde među glavnim fragmentima prelomljene kosti postoji određeni ugao.
  - Prelom sa rotacijom fragmenata, (lat. ad periferiam - cum contractione, cum distractione, cum implantatione), gde postoji rotacija fragmenata preloma oko uzdužne osovine kosti.

Prema anatomskoj visini preloma kosti
Prelome u blizini zgloba
Ovi prelomi su lokalizovani u proksimalnom ili distalni delu kosti i mogu biti :
- Ekstraartikularni (vanzglobni) prelomi
Ovi prelomi mogu biti; avulzijski, jednostavni metafizarni i multifragmentarni metafizarni prelomi.
- Delimično artikularni (zglobni) prelomi
Ovi prelomi mogu biti; jednostavno – kosi, impresijski prelomi i kombinacija jednostavnoga preloma i impresije odlomaka.
- Kompletno artikularni (unutarzglobni) prelomi
Ovi prelomi mogu biti; jednostavni artikularni (zglobni) i jednostavni metafizarni, jednostavni artikularni (zglobni) i multifragmentalni metafizarni i multifragmentalni artikularni (zglobni) i multifragmentalni metafizarni

Prelome dijafize kosti 
U odnosu na položaj frakturne pukotine i broja odlomaka (fragmenata), prelome dijafize delimo na:
- Jednostavne prelome: kose, poprečne, uzdužne, spiralne
- Kominucijske prelome, sa slobodnim koštanim trouglastim odlomkom
- Kompleksne ili multifragmentarne prelome, sa većim brojem slobodnih odlomaka.

Prelom zbog premora (stresni prelom)
„Marš fraktura“– prelom zbog premora ili prelom izazvan zamorom, najčešće se javlja u obliku fisure (pukotine) kao posledice ponavljanja manjih povreda koje premašuju otpornost kostiju. Oštećenja kod ovog preloma nastaju usled preopterećenja ili umaranja. Najčešće se sreće kod nepripremljenih osoba izloženih intenzivnim fizičkim naporima, odnosno osoba sa narušenim anatomsko fiziološkim statusom kostiju kod kojih obnavljanje hrskavica i vezivnog tkiva, dejstvom različito maksimalno koncentrisane sile na određenim lokacijama, izaziva pukotine u zdravoj kosti.
Ovaj poremećaj kostiju srećemo u vojsci, miliciji, na dugim marševima, kod sportista na bazičnim pripremama, u mlađih ljudi koji prevazilaze svoj fiziološko anatomskih status i izlažu organizam (posebno lokomotorni aparat) stresnom situacijom zbog prevelikog napora koji za posledicu imaju naprsnuće kostiju, sa kliničkom slikom dominirajućeg bolnog edem, i radiološkim promenama u obliku blaga fisura sa perifokalnim periostalnim kalusom.
Lokalizacija preloma koji se sreću na gornjim udovima je u predelu navikularne, polumesečaste, glavičaste kosti, radijusa i ulne.

## Vrste
| Fotografija | Tip                                  | Opis | Uzroci                                                    | Učinak                                                                    |
| ----------- | ------------------------------------ | --- | --------------------------------------------------------- | ------------------------------------------------------------------------- |
|             | Линеарни прелом                      | Паралелно са дугом осом кости |                                                           |                                                                           |
|             | Poprečni prelom                      | Pod pravim uglom u odnosu na dugu osu kosti | Može se pojaviti kada je kost savijena, i puca u sredini. |                                                                           |
|             | Kosi prelom                          | Dijagonala u odnosu na dugu osu kosti (više od 30°) |                                                           |                                                                           |
|             | Spiral fracture or torsion fracture  | Najmanje jedan deo kosti je uvrnut | Torzija kosti                                             | Može da se rotira i mora biti smanjenje preloma da bi se pravilno zalečio |
|             | Компресијски прелом /Клинасти прелом | Обично се јавља код пршљенова, на пример када предњи део пршљена у кичми колабира због остеопорозе (медицинско стање које узрокује да кости постану ломљиве и подложне ломовима, са или без трауме ) |                                                           |                                                                           |
|             | Impaktirani prelom                   | Koštani fragmenti se zabijaju jedan u drugi |                                                           |                                                                           |
|             | Avulyioni prelom                     | Fragment kosti je odvojen od glavne mase (slika pokazuje Bušov prelom) |                                                           |                                                                           |
|             | Usitnjeni prelomi                    | Kost je razbijena | Često kod prignječenih povreda                            |                                                                           |

## Patofiziologija
Kosti, zajedno sa zglobovima i skeletnim mišićima čine elemente lokomotornog sistema. Pored spoljnih sila (pre svega gravitacione) na čovekovo telo deluju i unutrašnje sile. One su posledica mišićnih kontrakcija i prenose se neposredno na kosti skeleta, koje se zbog toga pokoravaju zakonima poluge. Živa tkiva podležu istim zakonima fizike kao i nežive supstance. Odupiru se sili gravitacije, vučenja, pritiska, okretanja (rotacije) i odrubljivanja. Kada se prekorače fizičke granice elastičnosti prekida se kontinuitet tkiva. Kako je elastičnost pojedinih tkivnih struktura različita i efekti povrede se takođe različito ispoljavaju.
Kost kao kruta struktura, u kojoj ima najmanje vode (10%) i organskih materija (25%), a najviše minerala (65%), najviše se suprotstavlja „napadačkoj“ sili i zato joj najlakše podleže, jer se glavni deo kinetičke energije utroši na mestu najvećeg otpora. Mekana okolina oko kostiju lakše izmiče traumi. Koža je naročito elastična a podložena je masnim tkivom koje joj služi kao odbojnik; krvni sudovi i živci su zaštićeni masnim tkivom i mišićima. Znatan faktor otpora je vezivno tkivo koje u različitim oblicima obuhvata živce i mišiće, zalazi u njihove strukture, i štiti u obliku aponeurtoza i fascija mišićne mase; ispunjava prostore između krvnih sudova, živaca i mišićnih loža, što im omogućuje klizanje i izmicanje.
Mehaničke sile koje mogu izazvati prelome su; savijanje, kompresija, torzija, smicanje, otkidanje, rezanje.
Savijanje
Ovo je najčešći mehanizam preloma dugih cevastih kostiju. Kost se kod normalnih pokreta savija od težine i mišićne aktivnosti unutar granice čvrstoće i elastičnosti ali se i vraća u prethodni položaj (tzv fiziološka deformacija). Pod dejstvom sila kost se poput štapa savija na mestu njenog najjačeg dejstva. Ove sile obično deluju ekscentrično u odnosu na uzdužnu osovinu kosti. Sila pritiska deluje na većoj zakrivljenosti kosti (konkavnoj strani), u kojoj se molekuli kosti približavaju, dok se istovremeno na drugoj, (konveksnoj strani) molekuli odmiču zbog promene zakrivljenosti kosti i pod dejstvom sile savijanja, na toj strani nastaje pukotina (naprsnuće) koja se širi u delimični ili potpuni prekid kontinuiteta kosti. Otpornost kosti na pritisak veća je od otpornosti kosti na delovanje sila savijanja.
Kompresija
Pojačanim aksijalnim delovanjem sile pritiska na neke spongiozne (sunđeraste) kosti dolazi do preloma. Tipični su za prelome kosti, pete, trupa karlice, proksimalnog dela tibije. Impresijski prelomi, nastaju delovanjem sile na ravne kosti lobanje, grudnu ili crijevastu kost.
Torzija
Sile rotacije dovode do preloma kad je jedan deo ekstremiteta fiksiran o podlogu uz nagli rotacijski pokret tela. Karakterističan je za prelom potkolenice u skijaša
Smicanje;
Nastaje dejstvom suprotstavljenih sila koje deluju na istoj anatomskoj visini kosti. Primer su sile povlačenja sa lateralne površine kosti i sile pritiska na medijalnoj strani kosti. Primer je prelom vrata bedrene kosti ili prelom pertrohanterne regije.
Otkidanje
Nastaje kod naglih, nehotičnih i preteranih mišićnih kontrakcija. Mogu se otkinuti unutrašnji epikondil nadlaktice, mali trohanter, olekranon, unutrašnji maleolus potkolenice, spina ilijaka ili donji pol čašice kolena.
Rezanje;

### Patofiziologija teških i rizičnih preloma
Kao posledica teških preloma mogu da nastanu sledeće komplikacije: ishemija okolnih meki tkiva, kompartment sindrom, infekcije.
Ishemija okolnih meki tkiva
Pored akutne ishemije koja je povezana sa neposrednim vaskularnim oštećenjem (prelom ili tromboza), za koju se lako utvrđuje dijagnoza i koja se lako ispravlja, postoji i kontuziono ishemijsko oštećenje kože i okolnih mekih tkiva pri otvorenom prelomu, koji je u 50% slučajeva praćeno infekcijom sa mogućim usporavanjem oporavka i ograničenim funkcijama, kao posledicama. Ovako neposredno oštećenje tkiva pogoršava pojava edema i hematoma koji mogu da ugroze mikrocirkulaciju.
Takođe i hirurška intervencija može da doprinese pogoršanju traume devaskularizacijom u već prisutnoj ishemijskoj zoni, kao i upotreba pneumatskih podveza u operativnoj fazi lečenja.
Isahemijsko oštećenje mekih tkiva u stvari izazivaju sile koje su posledica koštane traume i one neposredno zavise od vrste preloma kao i uzroka njegove pojave.
Smanjenje kolateralnog toka krvi smanjuje perfuziju tkiva ili izaziva hipoksiju koja može da utiče na ćelijske metaboličke procese. Hipoksična ćelija nije u stanju da se na adekvatan način suprotstavi infekciji i nedovoljno teži oporavku. Takođe u narušenoj mikrocirkulaciji narušen je i tonus krvnih sudova, što prati pojava edema koji uvećava rastojanje između krvnih sudova i tkiva ili se smanjuje komponenta difuzije koja treba da neutrališe hipoksiju.
Kompartment sindrom
Pojava ovog sindroma je povezana sa porastom pritiska u međućelijskom prostoru muskulature. On u kompartment sindromu postaje veći od pritiska kapilarne perfuzije što ima za posledicu zastoj u cirkulaciji u toj zoni. Ukoliko unutrašnji pritisak mišićnog snopa pređe 80 mmHg, zaustavlja se kapilarna perfuzija ili dolazi do kolapsa kapilara.
Edem mišića koji je nastao usled teške lokalne traume prouzrokuje ovaj porast pritiska (ako se terapijom brzo ne reaguje) što dovodi do nekroze mišića, kompresije krvnih sudova i oštećenja perifernog nervnog sistema.
Infekcija
Rizik od infekcije je veoma veliki ukoliko dođe do teških kontaminacija (npr nakon zagađenja kontaminiranom prašinom ili zemljom) koje mogu da izazovu anaerobni mikroorganizmi.
Ovaj fenomen je tesno povezan sa vrstom bakterija koja je uzročnik zagađenja, jer može da se razvije u gasnu gangrenu, koja je znatno teži i podmukliji oblik infekcije, i koja je neposredno povezan sa hipoksijom. Hipoksično tkivo (u kome je parcijalni pritisak kiseonika ispod 40 mmHg), ne može da aktivira svoje odbrambene mehanizme koji zavise od kiseonika, kao što su fagocitoza i dejstvo polimorfonukleara, što ga sprečava da se suprotstavi umnožavanju bakterija.

## Zarastanje preloma
Koštano zarastanje je kompleksan i dinamičan proces stvaranja koštanog tkiva sa sukcesivnim promenama u toku samog procesa koji ima za cilj ponovno spajanje razdvojenih delova kosti. Koštano tkivo ima veliku sposobnost prirodnog samoobnavljanja, koji zapravo predstavlja povratak skoro embrionalnom razvojnom stadijumu sa kasnijom strukturalnom remodelacijom, koja je svojstvena koštanom tkivu
Međutim da bi započeo proces zarastanja preloma delovi slomljene kosti moraju se namestiti jedan uz drugi tako da se dodiruju,... „slično sastavljanju komada slomljenog porcelana uz pomoć lepka,“ kako bi se stvorili uslovi za nesmetano odvijanje kompleksnih procesa na ćelijskom i biohemijskom nivou koji kao krajnji rezultat imaju kompletan strukturalni i funkcionalni oporavak prelomljene kosti. Normalan proces reparacije koordinisan na ćelijskom i biohemijskom nivou karakteriše se sledećim fazama u procesu zarastanja preloma; fazom formiranja hematoma i inflamacije, fazom formiranja granulacionog tkiva, fazom membranozne i enhondralne osifikacije i fazom remodelinga.

### I faza - formiranje hematoma i inflamacija
Kod preloma kosti, kod kojih je očuvan cilindar od periosta, pored oštećenja njenih delova oštećeno je i okolno meko tkivo. Mišići i krvni sudovi, oko preloma su razderani i povređeni a praćeni su i prekidom vaskularnih elemenata kosti i medularne šupljine, što ima za posledicu krvarenje između prelomljenih krajeva kosti i u okolini, gde se posle jednog časa nalaze krv i zapaljeni eksudat (krvnog podliva). Zbog krvarenja iz prelomljenih krajeva kosti u njima, na izvesnom odstojanju od linije preloma, prestaje cirkulacija krvi (nastaje ishemija).
U fazi formiranja ugruška dolazi do nakupljanja trombocita i oslobađanja velikog broja bioaktivnih agenasa, odnosno biohemijskih medijatora, kao što su trombocitni faktori rasta (PDGF) i transformišući faktori rasta beta (TGF-β).
U ovim delovima kosti posle 48 časova vide se karioliza i karioreksa jedara osteocita, da bi se zatim na dubini od 300 do 500 milimikrona od linije preloma videle lakune bez osteocita. 
Potom se razvija nekroza cele okolina preloma i jedan deo povređenog tkiva i ivice (okrajci) prelomljenih kostiju, natopljenih zgrušanom krvlju i limfom izumire. Neposredno sa nekrozom već u toku prvih osam časova nastaje reakcija čišćenja nekrotičnog materijala, ili inflamatorna reakcija, od strane histiocita i mastocita. Zato se u kalusu uredno zarstajućeg preloma verifikuju T-limfociti i makrofagi, naročito u ranoj fazi zarastanja.

### II faza - formiranje granulacionog tkiva
Nakon 16 časova započinje proliferacija periostalnih ćelija iz kambijumskog sloja periosta, koje su nediferencirane. U periodu od 72 do 96 časova posle preloma očuvane ćelije periosta se brzo diferenciraju i razmnožavaju i počinju da stvaraju hrskavicu. Periostalne ćelije, koje su udaljenije od preloma, sazrevaju u osteoblaste. U zoni preloma oslobađa se i nagomilava kalcijum, fosfor i alkalna fosfataza i oni se lokalno nagomilavaju. Aktiviranjem osteoblasta, uz pomoć alkalne fosfataze, nezreli kolagen pretvara se u osteoidno tkivo.

### III faza - membranozna i enhonralna osifikacija
Nakon šest do sedam dana u novostvorenom tkivu taloži se više kalcijuma nego obično. Javlja se hondroidni i osteoidni materijal između granulacionog i vezivnog tkiva koji prelazi preko mesta preloma i spaja prelomljene krajeve kosti. Ovo nazivamo privremeni kalus (lat. callus), koji je osmog dana izražen i može da se napipa. Kalus je najdeblji na mestu samog preloma kosti. Što se ide dalje od preloma u jednom i drugom pravcu on se sužava i poprima vretenast oblik. On raste uglavnom do pete nedelje posle povrede. Pošto je centralni deo kalusa vaskularan, u njemu se stvara kost, dok je spoljni deo je avaskularan pa se u njemu prvo obrazuje hrskavica. Ako krvni sudovi invadiraju ovu hrskavicu, ona će se preobraziti u kost. Završna reorganizacija mase novostvorene kosti i transformacija u zrelu lamelizovanu kost postiže se delovanjem osteoklasta.

### IV faza - remodelovanja
Sveže formirana kost na mestu preloma ekstenzivno se remodelira zajedničkom aktivnošću osteoblasta i osteoklasta. Osteoklasti reapsorbuju kost, a rezultujuće šupljine se pune osteoidom koji formiraju osteoblasti. Ovim procesom nezrele nelamelarna kost sa neorijentisanim trabekularnim strukturama zamenjuje zrelom lamelarnom kosti, koja se karakteriše gustom strukturom osteona, odnosno centralnim Haverzijanovim kanalima sa koncentričnim slojevima kosti oko njih. Remodeling je diktiran mehaničkim silama koje deluju na kost u skladu sa Volfovim zakonom. Kalcijum u ovom procesu pomaže da se ponovo obrazuje „tvrda kost“, koja se postepeno u toku nekoliko meseci ili godina iz novostvorenog vezivnog tkiva, pod dejstvom statičkog opterećenja, adaptira i modelira u normalnu kost. To znači da je struktura kalusa adaptirana zbirom mehaničkog opterećenja na zarastajuću kost. Osim zamene nezrele kosti lamelarnom kosti na mestu preloma, proces remodelinga delom uspostavlja normalnu strukturu kosti resorpcijom fiziformnog periostalnog zadebljanja i rekanalizacijom medularne šupljine. Ovaj proces ponovnog oblikovanja je poznat i kao modeling.
Ova faza zarastanja kosti je dugotrajna i može trajati nekoliko godina, i zato treba reći da proces modelinga kod odraslih osoba nikad ne dostigne svoj potpuni završetak.

## Vrste zarastanja

### Primarno zarastanje koštanog tkiva
Primarno zarastanje je takav oblik zarastanja koštanog tkiva bez stvaranja koštanog kalusa jer u njemu dolazi do primarne osifikacije između odlomaka (fragmenata) urastanjem osteoma iz jednog u drugi odlomak. Ovakvo zarastanje je moguće kod hirurškog lečenja, npr kod osteosinteze, kada se postigne anatomska repozicija odlomaka i osigura njihova stabilnost čvrstom fiksacijom uz interfragmentarnu kompresiju.
Na mestu gde su koštani fragmenti u kontaktu dolazi do direktnog urastanja kosti. Angiogena osifikacija vezana je uz kortikalis, odnosno uz njegove krvne sudove. U granulacijsko tkivo pukotine preloma u uslovima stabilnog mehaničkog polja istovremeno urastaju krvni sudovi i osteoblasti tj započinje regeneracija iz Haverzijanovih kanala. Nakon završenog zartastanja kalus je čvrst, građen od koštanih elemenata i ne vidi se. Histološki on se ne razlikuje od normalne okolne kosti.

### Sekundarno zarastanje koštanog tkiva
Sekundarno zarastanje preloma je prirodni način sanacije kosti kada fragmenti nisu u stanju potpunog mirovanja već su međusobno pomični. U ovom obliku zarastanja dolazi do stvaranja kalusa koji povezuje dva fragmenta (odlomka), najčešće u konzervativnom načinu lečenja preloma i kod relativno stabilne osteosinteze Kalus se razvija iz periosta ili iz endoosta, odnosno iz periostalne ili iz endoostalne cirkulacije.

### Zarastanje koštanog tkiva deformacijom-rastezanjem
Rastezanje granulacionog tkiva primenjuje se kod stabilne i biološke osteosinteze. Biološko zarastanje zavisi od stabilnosti osteosinteze i istezanja tkiva. Deformacija granulacionog tkiva na ćelijskom nivou zavisi o istezanju tkiva pod opterećenjem.
Kod širokih frakturnih pukotina velika pokretljivost na mestu preloma tokom zarastanja nije povezana sa visokim deformacijama ćelija. Ako je frakturna pukotina veličine od 1 nm, nakon osteosinteze, istezanje od 1 nm iznosi 100% deformacije tkiva što je inkompatibilno sa početnim stadijumom zarastanja kosti.
Uz širu frakturnu pukotinu od 40 nm istezanje tkiva od 1 nm je 25% deformacije na nivou frakturne pukotine. To stvara uslove za stvaranje dobrog sekundarnog kalusa.

## Komplikacije
Komplikacije i posledice preloma kostiju i hrskavice su višestruke, bilo da su povezane sa samom ozledom koštanog i/ili hrskavičavog tkiva ili sa ozledom mekih delova u okolini mesta preloma dejstvom slomljenih krajeva kosti, bilo da slabljenjem otpornosti organizma prouzrokuje indirektno nastanak novih oboljenja ili pogoršava već postojeća oboljenje. Komplikacije i posledice preloma mogu se razviti kratko vreme posle ozlede ili danima, nedeljama i mesecima kasnije, sa smrtnim ishodom ili pak nisu smrtonosne, sa ili bez trajnog oštećenja funkcija uda ili drugog dela tela.
Kao posledica dejstva mehaničke povrede, mogu nastati komplikovani ili jednostavni (obični) prelomi;
Komplikovani prelomi
Ovu vrstu preloma karakteriše pojave sledećih pratećih komplikacija;
- Šok je jedna od komplikacija koja se razvija kod preloma butnjače, ali i kod ostalih preloma, u zavisnosti od različitih faktora. Šok se može manifestovati kratko vreme posle traume ili nekoliko časova docnije i dovesti do smrtnog ishoda.
- Oštećenjem okolnog tkiva, posebno krvnih sudova i živaca, hematom, otvorene rane, pareza ili paraliza mišića zbog oštećenja živaca, ruptura muskulature, itd. Oštri šiljati krajevi prelomljenih krajeva kostiju mogu da prouzrokuju rascep krvnih sudova, čija je posledica u zavisnosti od veličine krvnog suda, čak i smrtonosno iskrvarenje
- Oštećenje unutrašnjih organa
- Tromboza. Povrede krvnih sudova mogu biti praćene tromboflebitisom ili zapaljenjem i stvaranjem tromba u krvnom sudu (lat. thrombophlebitis), ili flebotrombozom stvaranje tromba bez zapaljenja (lat. phlebothrombosis).
- Embolija nastaje nakon preloma dugih kostiju u obliku masne embolije plućnih arterija ili mozga (prosečno 1 do 5 dana nakon preloma) ili kao posledica odvajanja tromba ili njegovog dela iz prelomom oštećenih krvnih sudova.
- Infekcija, kod otvorenih preloma, a posebno kod ustrelina, patogene bakterije bivaju direktno unesene na mesto preloma, što inače zbog povoljnih uslova za rast bakterija predstavlja kritično mesto i za sekundarnu hematogenu infekciju (septički šok). Takv prelom pogoduje razvoju gnojnog osteomijelitisa, sa septikemijom. Kao posledica infekcije rana i prelom loše zarašćuje (lat. fractura male sanata) sa izraženim smetnjama u funkcijama ozleđenih delova tela, npr zbog skraćenja noge ili deformacija šake.
Prelom dugih kostiju, osobito donjih udova smanjuje otpornost povređenog, a sa druge strane ga prisiljava na nepomično dugo ležanje. Ovo se naročito štetno odražava na osobe čija je otpornost prema infekcijama mala, kao što je to slučaj kod starijih osoba. Kod takvih osoba se pored hipostatske pneumonije u vezi sa ležanjem, razvijaju i udaljene infekcije bilo kog predela tela, kao što su: inficirani dekubitusi, bronhopneumonija, cistitis sa ascendentnom mokraćnom infekcijom i dr. Hronični alkoholizam, šećerna bolest i druga hronična oboljenja smanjuju otpornost organizma prema infekcijama uopšte.
- Pogoršanje hroničnog oboljenja u vidu egzacerbacije sa smrtnim ishodom prelom kostiju može izazvati kod koronarne insuficijencije, srčane dekompenzacije, oboljenja moždanih arterija, tuberkuloze itd. U ovim slučajevima se može dogoditi da se se uzrok smrti pripisuje traumi, a ne već postojećem oboljenju.
- Avaskularna nekroza, ( lat. necrosis aseptica ossium ), je bolest kosti nastala zbog privremenog ili trajnog poremećaja u snabdevanju krvlju područja kostiju između ostalog i nakon preloma. Bez krvi, koštano tkivo umire a kosti propadaju. Ako avaskularna nekroze obuhvati i koštani deo zgloba, to često dovodi i do uništenja zglobne površine kostiju (lat. osteochondritis dissecans).[21]

Jednostavni prelomi

## Klinički znaci preloma
U kliničkoj slici razlikujemo sigurne i nesigurne znake preloma:
| Znaci preloma   | Karakteristike znakova preloma |
| --------------- | --- |
| Sigurni znaci   | - patološka pokretljivost, fizički pregled je praćen jakim bolovima. - fenomen krepitacija koštanih fragmenata - deformacija uzdužne osovine uda na mestu preloma.                                                                           |
| Nesigurni znaci | - oteklina (edem) - bolnost na pritisak - bol pri pokretanju oštećenog dela tela - promene boje kože, kao posledica krvarenja. - grč mišića, kao izraz samozaštite organizma smanjena funkcija povređenog dela tela ili njen potpuni prekid. |

## Dijagnostika preloma
Dijagnoza preloma postavlja se na osnovu;
- Anamneze i istorije bolesti,
- Objektivnog (fizikalnog) pregleda bolesnika
- Kliničke slike
- Radiološke dijagnostike.

U radiološkoj dijagnostici preloma koriste se sledeće radiološke procedure: slojevito ili tomografsko snimanje, snimanje pod određenim uglom, grafija acetabuluma, komparaciona grafija sa zdravom stranom tela, kompjuterizovana tomografija, 3D rekonstrukcija, magnetna rezonantna tomografija, scintigrafija.
| Prelom butne kosti | Višestruki prelom kostiju potkolenice | Spiralni prelom nadlaktice |
| ------------------ | ------------------------------------- | -------------------------- |
|                    |                                       |                            |

## Terapija
Osnovni problemi koji treba da se reše lečenjem preloma su;
- spasiti žvot bolesnika
- spasiti ekstremitet
- repozicija prelomljenih delova koja treba da omogući zarastanje kosti
- sprečiti pojavu infekcije
- izbeči invaliditet

U savremenoj medicini primenjuju se dva osnovna načina (metode) lečenja preloma, konzervativni i operativni (hirurški) način lečenja.
Izbor metode lečenja preloma zavisi od:
Stanja bolesnika
Pri čemu se u proceni stanja bolesnika misli na:
- opšte stanje bolesnika,pritisak, puls, prijašnje bolesti, neurološki status, sadašnje bolesti, maligne bolesti,
- lokalnog stanje bolesnika, edemi, varikoziteti, prisutnost perifernog pulsa, cirkulatorna insuficijencija, te
- starost (uzrast) bolesnika

Vrste preloma
Pri određivanju vrste preloma u dijagnostički se koristi;
- klasifikacija preloma prema AO grupi zavisno od stanja kože,
- položaj linije preloma,
- oštećenje krvnih sudova i živaca,
- oštećenje mišića i tetiva.

Pri razmatranju vrste preloma važna je i etiologija oštećenja i intenzitet kinetičke energije koja je uzrokovala prelom.
Tehničkih mogućnosti
Tehničke mogućnosti koje su bitne za postavljanje indikacija i donošenje odluke o metodi lečenja preloma su:
- opremljenost bolnice,
- stručnost (obučenost) operatera.

### Konzervativni način lečenja
Konzervativni način lečenja ili lečenje preloma bez operacije je način lečenja koji se zasniva na tri principa ili „3R“ (repozicija, retencija ili imobilizacija i rehabilitacija), koje je postavio Bohler:
Repozicija
Repozicija je nameštanje polomljenih okrajaka u što povoljniji anatomski položaj, koji omogućuje uspešno zarastanje
preloma i uspostavljanje normalne funkcije uda. Prema načinu izvođenja repozicija može biti ručna (manuelna), repozicija na ortopedskom stolu za ekstenziju za koji je bolesnik vezan, repozicija pomoću privremene ekstenzije, koja traje do izvođenja osteosinteze.
Retencija-imobilizacija
Retencija ili imobilizacija je dugotrajni položaj polomljenih okrajaka u reponiranom (nameštenom) položaju. U praksi se koristi 4 vrste imobilizacije polomljenih okrajaka:
- imobilizacija gipsanim zavojem
- imobilizacija trajnom ekstenzijom
- imobilizacija spoljnom fiksacijom polomljenih okrajaka.
- funkcionalna imobilizacija i lečenje ranim pokretima udova.

Rehabilitacija
Rehabilitacija se zasniva na vežbama bolesnika.

### Operativni (hirurški) način lečenja preloma
| Oblik                       | Način lečenja |
| --------------------------- | --- |
| Hitno                       | Kad postoji oštećenje krvnih sudova, živaca ili se radi o otvorenom prelomu. Prelom vrata bedrene kosti u mlađih osoba zahteva hitno operativno lečenje zbog ugrožene cirkulacije glavice bedrene kosti.                                 |
| Neizbežno                   | Kada se bez osteosinteze zbog suprotnog delovanja pojedinih mišićnih grupa ne mogu delovi odlomaka zadržati u anatomskom položaju nakon repozicije, te se ne može očekivati dobro zarastanje preloma i kasnija pravilna funkcija uda.    |
| Preporučljivo               | Kada se skraćuje vreme zarastanje preloma, sprečava atrofija mišića i izbjegavaju kontrakture zglobova ranim pokretom udova nakon operacije                                                                                              |
| Kod komplikacija            | Operativno lečenje indikovano je kod svih bolesnika sa komplikacijama kod zatvorene ili otvorene metode lečenja preloma. |
| Lečenje trajnom ekstenzijom | Uz navedena dva osnovna načina lečenja kao zasebna metoda izdavja se i metoda lečenje preloma trajnom ekstenzijom, koja se po svojim karakteristikama lečenja nalazi u sredini (na granici) između konzervativnog i operativnog lečenja. |

## Spoljašnje veze
- „Prelom kostiju”. Архивирано из оригинала 18. 04. 2015. г.

|  | Molimo Vas, obratite pažnju na važno upozorenje u vezi sa temama iz oblasti medicine (zdravlja). |